# Tencha Bauzá
Tencha Bauzá fue una actriz dramática de reparto de cine, radio, teatro y televisión argentina de larga trayectoria artística.

## Carrera
Tencha Bauzá se inició en las tablas a comienzos de la década del siglo XX. Luego esa pasión por la actuación la llevó al radioteatro y finalmente a la pantalla grande y, ya de grande, a la televisión.
En la época dorada del cine argentino se destacó en varios roles siendo uno de los más importantes el que hizo en el film El curandero en 1955, junto a Mario Soffici.
En radio secundó, en decenas de radioteatros, a primeras figuras de la radiofonía argentina, en una de ellas fue en Tiempos de Angustias, protagonizada por Zoe Ducós y el actor Enzo Bellomo, dirigidos por José Fariñas.

## Filmografía
- 1951: Suburbio.
- 1954: Río Turbio.
- 1955: El curandero.

## Televisión
- 1971: Nino, las cosas simples de la vida.[2]
- 1973: Con odio y con amor.
- 1973: Lo mejor de nuestra vida... nuestros hijos.
- 1974: Todos Nosotros.[3]

## Teatro
- Séptimo cielo
- Juvenilia
- Irse
- Ligados
- Acuéstate, amor mío
- El ángel de barro (1954)[4]